# 第66独立機械化旅団 (ウクライナ陸軍)
第66独立機械化旅団（だい66どくりつきかいかりょだん、ウクライナ語: 66-та окрема механізована бригада）は、ウクライナ陸軍の旅団。第11軍団隷下。

## 概要

### ロシアのウクライナ侵攻
2022年4月18日、ロシアのウクライナ侵攻の影響に伴い、チェルニーヒウ州で創設された。
2022年5月、北部チェルニーヒウ州チェルニーヒウの第169訓練センターの兵舎がロシア軍のミサイル攻撃を受け、合同新兵訓練に参加していた団員2人が実戦配備前に戦死した。

#### 東部・アウディーイウカ戦線
2022年8月、東部ドネツィク州ポクロウシク地区に配備され、オレグ・デグチャレフ旅団長が戦死したが、マリンカ方面を防御した。

#### 東部・北ドネツク戦線
2022年9月、東部ドネツィク州クラマトルシク地区に再配置され、第109独立領土防衛旅団隷下の第106独立領土防衛大隊と共に攻勢を開始し、リマンを解放した。

#### 東部・スヴァトヴェ-クレミンナ戦線

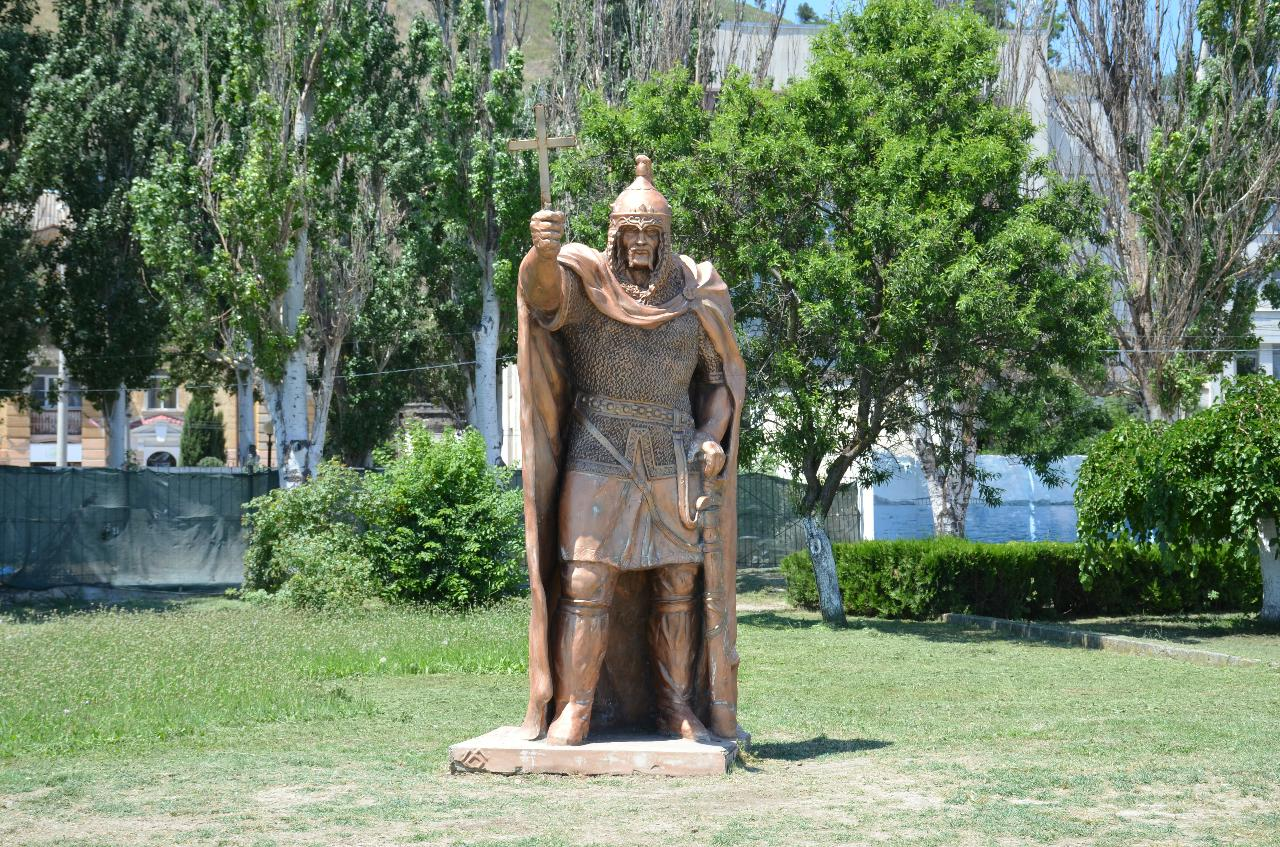
ムスティスラウ・ホロブリー記念碑

2022年11月、東部ルハーンシク州スヴァトヴェ地区に再配置され、クプヤンシク方面に展開した。
2023年7月28日、ウォロディミル・ゼレンスキー大統領より、名誉称号「ムスティスラウ・ホロブリー」を授与された。
2023年12月8日、ウォロディミル・ゼレンスキー大統領より、勇気と勇敢さに対する栄誉賞を授与された。

## 編制
- 旅団司令部（オステール）
- 第1機械化大隊
- 第2機械化大隊
- 第3機械化大隊
- 戦車大隊
- 第1独立小銃大隊
- 旅団砲兵群
  - 本部中隊
  - 第1自走砲大隊
  - 第2自走砲大隊
  - ロケット砲大隊
  - 対戦車砲大隊
- 防空大隊

- 工兵大隊
- 整備大隊
- 兵站大隊
- 偵察中隊
- 電子戦中隊
- 通信中隊
- レーダー中隊
- NBC防護中隊
- 衛生中隊
- 無人機大隊 マーラ